# NGC 7421
NGC 7421 ist eine Balken-Spiralgalaxie vom Hubble-Typ SBbc im Sternbild Kranich am Südsternhimmel. Sie ist schätzungsweise 80 Millionen Lichtjahre von der Milchstraße entfernt und hat einen Durchmesser von etwa 45.000 Lichtjahren.
Im selben Himmelsareal befinden sich u. a. die Galaxien NGC 7418, IC 1459, IC 5264, IC 5273.
Das Objekt wurde am 30. August 1834 von John Herschel mit seinem 18,7-Zoll-Spiegelteleskop entdeckt und später von Johan Dreyer in seinen New General Catalogue aufgenommen.